# Georg Malmstén
Georg Malmstén, född 27 juni 1902 i Helsingfors, död 25 maj 1981 i Helsingfors, var en finländsk sångare, kompositör och dirigent.  
Malmstén, som inledde karriären som kornettist, var en av 1930-talet mest populära och produktiva grammofonsångare i Finland. Fastän skolad inom operan slog han 1929 igenom som schlagerartist, och var i flera år kapellmästare och solist för orkestern Dallapé. Som kompositör var han upphovsman till över 500 sånger, såväl slagdängor som barnvisor, och med sina drygt 800 skivinspelningar är han Finlands mest produktiva sångare genom tiderna. Han var bror till artisterna Eugen Malmstén och Greta Pitkänen samt far till skådespelaren Ragni Malmstén.

## Biografi

### Militärmusiker
Malmstén var son till kriminalkommissarie Karl Jarl Malmstén och Eugenie Petroff. Han var sedan 1925 gift med Ragnhild Cecilia Törnström.
Familjen var svenskspråkig och modern var ryskfödd på Sveaborg. Båda föräldrarna praktiserade musik, och redan som nioåring upptogs Malmstén i Helsingfors blåsorkesters elevorkester, där han spelade althorn och esskornett. Omsider blev han privatelev hos orkesterns kapellmästare Alexei Apostol. I tonåren blev han medlem av Vita gardets musikkår och spelade i överbefälhavare Mannerheims segerparad i Helsingfors efter finska inbördeskrigets slut den 16 maj 1918. Som sjuttonåring blev Malmstén medlem i Flottans musikkår och under ett planerat sabbatsår från musiken 1920 arbetade han som brevbärare, men engagerades likväl som kornettist i postiljonernas musikkår för vilken han också var ställföreträdande ledare. Musikkåren var militärt orienterad med marschsånger i repertoaren och en tid fordrades att musikerna var medlemmar av Skyddskåren. Tillsammans med musikkåren uppträdde Malmstén på flera danslokaler i Helsingfors. 1921 återinträdde han i Flottan och befordrades till militärmästare. Som biträdande chef för musikkåren ansvarade han för dess parader och organisering av konserter.
1922 grundade eleverna vid Flottans musikkår en jazzorkester, vari båda bröderna Malmstén ingick med Georg som pianist. Successivt influerades Malmstén allt mer av schlager och införde populärmusik inom musikkåren. När ledningen visade sitt ogillande mot förändringarna blev Malmstén förnärmad.
Åren 1922–1931 studerade han vid Helsingfors musikinstitut, inledningsvis med Aleks Wilkko som lärare i trumpet. Omsider väcktes intresset för sång och han tog lektioner hos Aino Ackté, Axel von Kothen och Väinö Lehtinen. Framgångsrikt debuterade han som operasångare 1930 och hade året dessförinnan innehaft en barytonroll på Nationalteatern. Han avböjde dock anställning vid Nationaloperan, men drömmen om att överta chefskapet för Flottans musikkår visade sig kort därpå gå om intet. Malmstén var en av solisterna vid operafesten på Nyslott 1930, vilket blev den sista av sitt slag som hölls innan andra världskriget.

### Grammofonkung
Första gången Malmstén erbjöds att göra grammofoninspelningar var 1928, då han på prov spelade in några skivor för Parlophone i Berlin. Repertoaren bestod av svenska sånger i finsk översättning, däribland flera schlagrar av Sven-Olof Sandberg. Skivorna blev så pass framgångsrika att Malmstén året därpå åter inbjöds till Parlophone. Denna gång önskade han dock framföra musik med äkta finsk mentalitet. Även om Malmstén skulle etablera sig som schlagersångare, representerade hans tidiga utgivning traditionell musik av Melartin, Merikanto och Collan samt tonsatta dikter av Runeberg och Kivi. Inspelningsresan till Berlin 1929 sammanföll med den så kallade Grammofonfebern och Malmsténs skiva Särkynyt onni ("Brusten lycka") med melodi av honom själv och text av R.R. Ryynänen sålde i 17 000 exemplar, vilket var ovanligt mycket för tiden.
1930 anställde Parlophone Malmstén som försäljningschef och i den befattningen importerade han amerikanska jazzskivor av artister som Louis Armstrong och Duke Ellington. Skivorna sålde dåligt, men Eugen Malmstén fick tillfälle att lyssna på dem och försökte kopiera den moderna musikstilen och införa den i Finland. Kontraktet hos Parlophone varade 1929–1931, varefter Malmstén via Pohjoismainen Sähkö Oy skrev ett nytt för Odeon. Fler inspelningar följde på 1930-talet med Malmstén som solist för orkestern Amarillo och därefter för Dallapé. Ernest Pingoud planerade att tillsätta Malmstén som ledare för den egna Suomi Jazz Orkesteri som upplevde dalande popularitet, men så skedde ej och gruppen upplöstes kort därpå.
Som kapellmästare för Dallapé framträdde Malmstén i vit frack och deltog på orkesterns landsomfattande turnéer och inspelningsresor till Tyskland, Stockholm och Köpenhamn. Förutom med Dallapé fick han under vistelserna i Tyskland också spela in med Otto Dobrindts orkester. Den första av Dallapés sommarturnéer Malmstén medföljde på ägde rum 1936, och han ledde orkestern under dess resor till Sverige 1937 och 1938. Han avgick som kapellmästare 1938 och efterträddes av xylofonisten Eino Katajavuori.
Ett annat område vari Malmstén var pionjär var barnmusiken. Tillsammans med R.R. Ryynänen, Malmsténs "hovdiktare" kallad, producerade han flera populära barnsånger som också publicerades i skolböcker. Sairas karhunpoika ("Den sjuka björnungen") från 1930 blev Finlands första barnsång, och 1934–1937 spelade Malmstén och systern Greta Pitkänen in tre sånger om Musse Pigg; skrivna av Ryynänen och tonsatta av Malmstén. Efter att Pitkänen avlidit 1938 upphörde produktionen av Musse Pigg-sångerna och upptogs inte av Malmstén förrän 1954, då med dottern Ragni som kreerande titelfiguren. Den sista sången i ämnet spelade Malmstén in 1963. Radiopersonligheten Markus Rautio uppträdde 1956 med sångerna i Mässhallen.
De flesta av Malmsténs skivor från det sena 1930-talet gick obemärkta förbi, men Heili Karjalasta ("Tjej från Karelen") från 1938 blev en stor framgång. Duon "Jorkka ja Palle", det vill säga Malmstén och Reino Palmroth, ibland assisterad av Martta Kontula, spelade 1938 in sånger från Palmroths radiorevyer. Malmstén hade dock inte medverkat i revyerna.

### Andra världskriget
Under fortsättningskriget engagerades Malmstén i de av Reino Palmroth och Pekka Tiilikainen anordnade vapenbrödraaftnarna. Vid fronten uppträdde han på fältsjukhus och genomförde underhållningsturnéer som solist för Flottans musikkår så långt bort som till Linhammar i Petsamo. En av Malmsténs populäraste krigstida schlagrar, Äänisen aallot ("Onegas vågor"), skrevs i samband med en turné i det belägrade Östkarelen.
Nya skivinspelningar följde i Berlin 1942, både med Dallapé och en tysk militärorkester som ackompanjemang. Repertoaren bestod då av Reino Palmroths marscher Kaarina och Tellervo. Skivan Pienet kukkivat kummut ("Små blomstrande kullar") förbjöds efter freden, då visan hjälteförklarade finska soldater från krigets stora segrar. Sista gången Malmstén besökte Berlin var 1943, men de sista inspelningarna därifrån gick om intet, då fartyget som fraktade matriserna sänktes av en torped. Även om Malmstén inte ville uppträda med renodlad propagandamusik, utan föredrog ett slags viljestärkande genre, gjorde han och Reino Palmroth inspelningar med den senares propagandasånger, inklusive den fyrdelade serien Mottimatit marssilla ("Mottikarlarna på marsch") och Molotohvin koktaili ("Molotovcocktail").

### Karriärens slut
1948–1965 var Malmstén chef för polisens musikkår och var därmed formellt överkonstapel och föreståndare för polisens statistikbyrå. Fortfarande företog han turnéer i Skandinavien och Estland, och framträdde ofta i radio och TV, även efter pensioneringen 1965. På begäran av allmänheten gav Malmstén tillsammans med Eugen och Ragni en show på Adlon 1972. Hans biografiska revy Stadin kundi visades på Svenska Teatern 1979–1982. Hans sista stora schlagerframgång var Riepumatto ("Trasmattan") från 1953 med melodi av Malmstén och text av Helena Eeva. 1950 skrev och komponerade han Kohtalokas samba ("En ödesdiger samba"), vilken fungerade som brodern Eugens bravurnummer på restaurang Fennia.
Med sina 846 inspelningar, de sista från 1970-talet, var Malmstén ännu i början på 2000-talet Finlands mest produktive skivartist. Sammanlagt komponerade han omkring 500 sånger, inklusive filmmusik. 1964 utgav han memoarboken Molli-Jori duurissa ja mollissa. Malmstén är begravd på Sandudds begravningsplats i Helsingfors.

### Filmskådespelare
Nästan hela Malmsténs familj förekom i filmsammanhang. Som vakt vid Suomen Filmiteollisuus studio på Fredriksgatan hade fadern 1934–1943 innehaft några biroller, och både Eugen och Greta spelade i filmer. Malmstén debuterade på vita duken 1931 i Finlands första egentliga ljudfilm Säg det på finska, i vilken han agerade solist för orkestern Zamba. Även den följande filmen, Erkki Karus Våra gossar till sjöss, var en musikalfilm och Malmstén var huvudrollsinnehavare tillika solist. Filmmusiken var komponerad Malmstén och däri föddes de populära sångerna  Aallokko kutsuu ("Sjön kallar"), Sinitakkien marssi ("Blårockarnas marsch") och Nya u-båtsvalsen. På 1960-talet syntes han även i TV som fryntlig kvarterspolis i det finlandssvenska barnprogrammet Lilla torget. Mellan 1931 och 1959 spelade Malmstén i elva filmer och komponerade musik för lika många. 1980 blev han hedersmedlem av Film- och underhållningskompositörers förbund.